# Lahav
Lahav (hebräisch לַהַב ‚Klinge‘) ist ein Kibbuz im Hochland von Hebron, südlicher Teil des Judäischen Berglandes, im Südbezirk von Israel. Der Kibbuz liegt am östlichen Fuße des Tel Chalif (arab. Tell el-Ḫuwēlfe), der die Grenze des Berglandes zur Schfelah im Nordwesten und dem Negev im Süden und Westen markiert. Lahav liegt rund 20 km nördlich von Beʾer Scheva. Im Jahr 2018 hatte der Kibbuz 529 Einwohner und eine Größe von 33.000 Dunam, er fällt unter die Zuständigkeit der Regionalverwaltung B’nei Schimʿon.
Der Tel Chalif gab der Schlacht am Tel al-Chuweilfeh seinen Namen, die sich Streitkräfte der Mittelmächte gegen jene der Triple Entente vom 1. bis 6. November 1917 lieferten. Der Kibbuz wurde 1952 zunächst unter dem Namen Ziklag (hebräisch צקלג Ziqlag) nach der biblischen Stadt Ziklag gegründet, die vermutlich auf dem Tel Chalif lag. Nach ein paar Jahren wurde der Kibbuz in Lahav zu Ehren der Nachal-Gruppe, die den Kibbuz gründete, umbenannt.

## Persönlichkeiten
- Tal Ilan (* 1956), Historikerin und Judaistin